# Вербова (Білоцерківський район)
Вербо́ва — село в Білоцерківському районі Київської області. Входить до складу Узинської міської громади. 
Засноване в 1939 році.
Населення — близько 200 жителів.

## Населення

### Мова
Розподіл населення за рідною мовою за даними перепису 2001 року:
| Мова       | Кількість | Відсоток |
| ---------- | --------- | -------- |
| українська | 232       | 100%     |

## Джерело
- Облікова картка на сайті ВРУ[недоступне посилання з червня 2019]